# Жіноча збірна Білорусі з футболу
Жіноча збірна Білорусі з футболу (біл. Жаночая зборная Беларусі па футболе) — національна збірна Білорусі з футболу, яка виступає на футбольних турнірах серед жінок. 

## Міжнародні турніри

### Чемпіонат Європи
| Рік  | Раунд              | Іг                 | В                  | Н*                 | П                  | ЗМ                 | ПМ                 |
| ---- | ------------------ | ------------------ | ------------------ | ------------------ | ------------------ | ------------------ | ------------------ |
| 1984 | У складі СРСР      | У складі СРСР      | У складі СРСР      | У складі СРСР      | У складі СРСР      | У складі СРСР      | У складі СРСР      |
| 1987 | У складі СРСР      | У складі СРСР      | У складі СРСР      | У складі СРСР      | У складі СРСР      | У складі СРСР      | У складі СРСР      |
| 1989 | У складі СРСР      | У складі СРСР      | У складі СРСР      | У складі СРСР      | У складі СРСР      | У складі СРСР      | У складі СРСР      |
| 1991 | Не брала участі    | Не брала участі    | Не брала участі    | Не брала участі    | Не брала участі    | Не брала участі    | Не брала участі    |
| 1993 | Не брала участі    | Не брала участі    | Не брала участі    | Не брала участі    | Не брала участі    | Не брала участі    | Не брала участі    |
| 1995 | Не брала участі    | Не брала участі    | Не брала участі    | Не брала участі    | Не брала участі    | Не брала участі    | Не брала участі    |
| 1997 | Не кваліфікувалась | Не кваліфікувалась | Не кваліфікувалась | Не кваліфікувалась | Не кваліфікувалась | Не кваліфікувалась | Не кваліфікувалась |
| 2001 | Не кваліфікувалась | Не кваліфікувалась | Не кваліфікувалась | Не кваліфікувалась | Не кваліфікувалась | Не кваліфікувалась | Не кваліфікувалась |
| 2005 | Не кваліфікувалась | Не кваліфікувалась | Не кваліфікувалась | Не кваліфікувалась | Не кваліфікувалась | Не кваліфікувалась | Не кваліфікувалась |
| 2009 | Не кваліфікувалась | Не кваліфікувалась | Не кваліфікувалась | Не кваліфікувалась | Не кваліфікувалась | Не кваліфікувалась | Не кваліфікувалась |
| 2013 | Не кваліфікувалась | Не кваліфікувалась | Не кваліфікувалась | Не кваліфікувалась | Не кваліфікувалась | Не кваліфікувалась | Не кваліфікувалась |
| 2017 | Не кваліфікувалась | Не кваліфікувалась | Не кваліфікувалась | Не кваліфікувалась | Не кваліфікувалась | Не кваліфікувалась | Не кваліфікувалась |
| 2022 | Не кваліфікувалась | Не кваліфікувалась | Не кваліфікувалась | Не кваліфікувалась | Не кваліфікувалась | Не кваліфікувалась | Не кваліфікувалась |
| 2025 | Не кваліфікувалась | Не кваліфікувалась | Не кваліфікувалась | Не кваліфікувалась | Не кваліфікувалась | Не кваліфікувалась | Не кваліфікувалась |

### Чемпіонат світу
| Фінали | Фінали             | Фінали             | Фінали             | Фінали             | Фінали             | Фінали             | Фінали             |
| Рік    | Раунд              | Іг                 | В                  | Н*                 | П                  | ЗМ                 | ПМ                 |
| ------ | ------------------ | ------------------ | ------------------ | ------------------ | ------------------ | ------------------ | ------------------ |
| 1991   | Не брала участі    | Не брала участі    | Не брала участі    | Не брала участі    | Не брала участі    | Не брала участі    | Не брала участі    |
| 1995   | Не кваліфікувалась | Не кваліфікувалась | Не кваліфікувалась | Не кваліфікувалась | Не кваліфікувалась | Не кваліфікувалась | Не кваліфікувалась |
| 1999   | Не кваліфікувалась | Не кваліфікувалась | Не кваліфікувалась | Не кваліфікувалась | Не кваліфікувалась | Не кваліфікувалась | Не кваліфікувалась |
| 2003   | Не кваліфікувалась | Не кваліфікувалась | Не кваліфікувалась | Не кваліфікувалась | Не кваліфікувалась | Не кваліфікувалась | Не кваліфікувалась |
| 2007   | Не кваліфікувалась | Не кваліфікувалась | Не кваліфікувалась | Не кваліфікувалась | Не кваліфікувалась | Не кваліфікувалась | Не кваліфікувалась |
| 2011   | Не кваліфікувалась | Не кваліфікувалась | Не кваліфікувалась | Не кваліфікувалась | Не кваліфікувалась | Не кваліфікувалась | Не кваліфікувалась |
| 2015   | Не кваліфікувалась | Не кваліфікувалась | Не кваліфікувалась | Не кваліфікувалась | Не кваліфікувалась | Не кваліфікувалась | Не кваліфікувалась |
| 2019   | Не кваліфікувалась | Не кваліфікувалась | Не кваліфікувалась | Не кваліфікувалась | Не кваліфікувалась | Не кваліфікувалась | Не кваліфікувалась |
| 2023   | Не кваліфікувалась | Не кваліфікувалась | Не кваліфікувалась | Не кваліфікувалась | Не кваліфікувалась | Не кваліфікувалась | Не кваліфікувалась |